# Maksud Alichanow

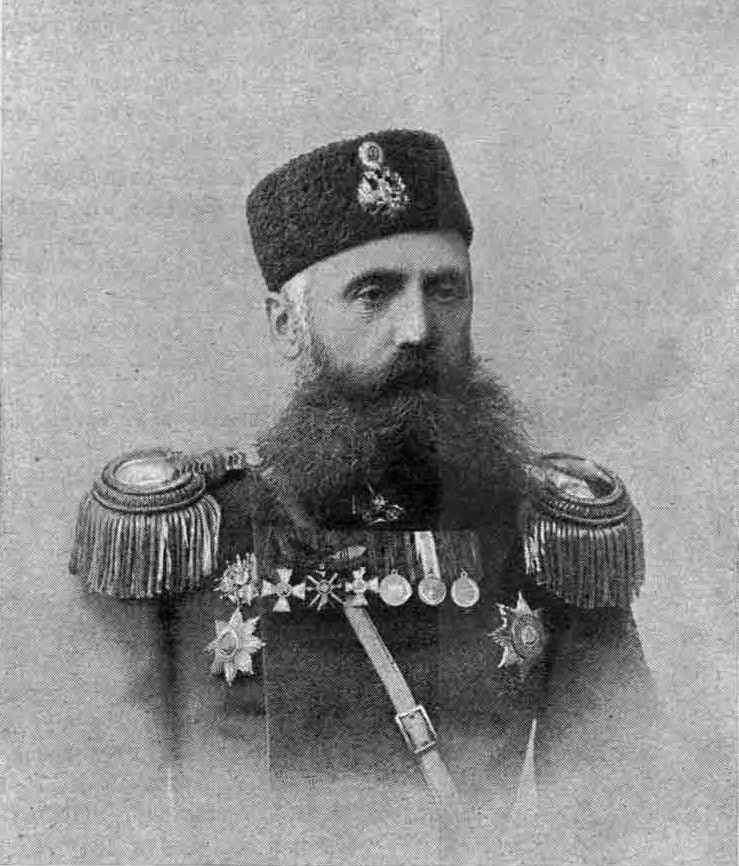
Maksud Alichanow, 1907

Maksud Alichanow (russisch Максуд Алиханов; * 23. November 1846 in Chunsach; † 3. Juli 1907 in Alexandropol) war ein awarischer General und Autor, der im Dienst des Russischen Reichs stand und an der Niederschlagung der Revolution von 1905 beteiligt war. Er veröffentlichte zum Ende des 19. Jahrhunderts verschiedene Bücher über den Kaukasus.

## Herkunft und Kindheit
Maksud Alichanow stammte aus einer dagestanischen Familie, die sich in den 1830er-Jahren dem Russischen Reich angeschlossen hatte. Ein Massaker an Angehörigen des Clans durch Gamzat Bek hatte dazu geführt, dass die Familie im Kaukasuskrieg die Seiten gewechselt hatte. Alichanows Vater hatte bereits in einem Kavallerieregiment des Zaren gedient. Maksud besuchte das Gymnasium in Tiflis, wo er auch Russisch lernte. Anschließend besuchte er die Konstantin-Militärschule in St. Petersburg, welche er 1864 abschloss.

## Militärische Karriere

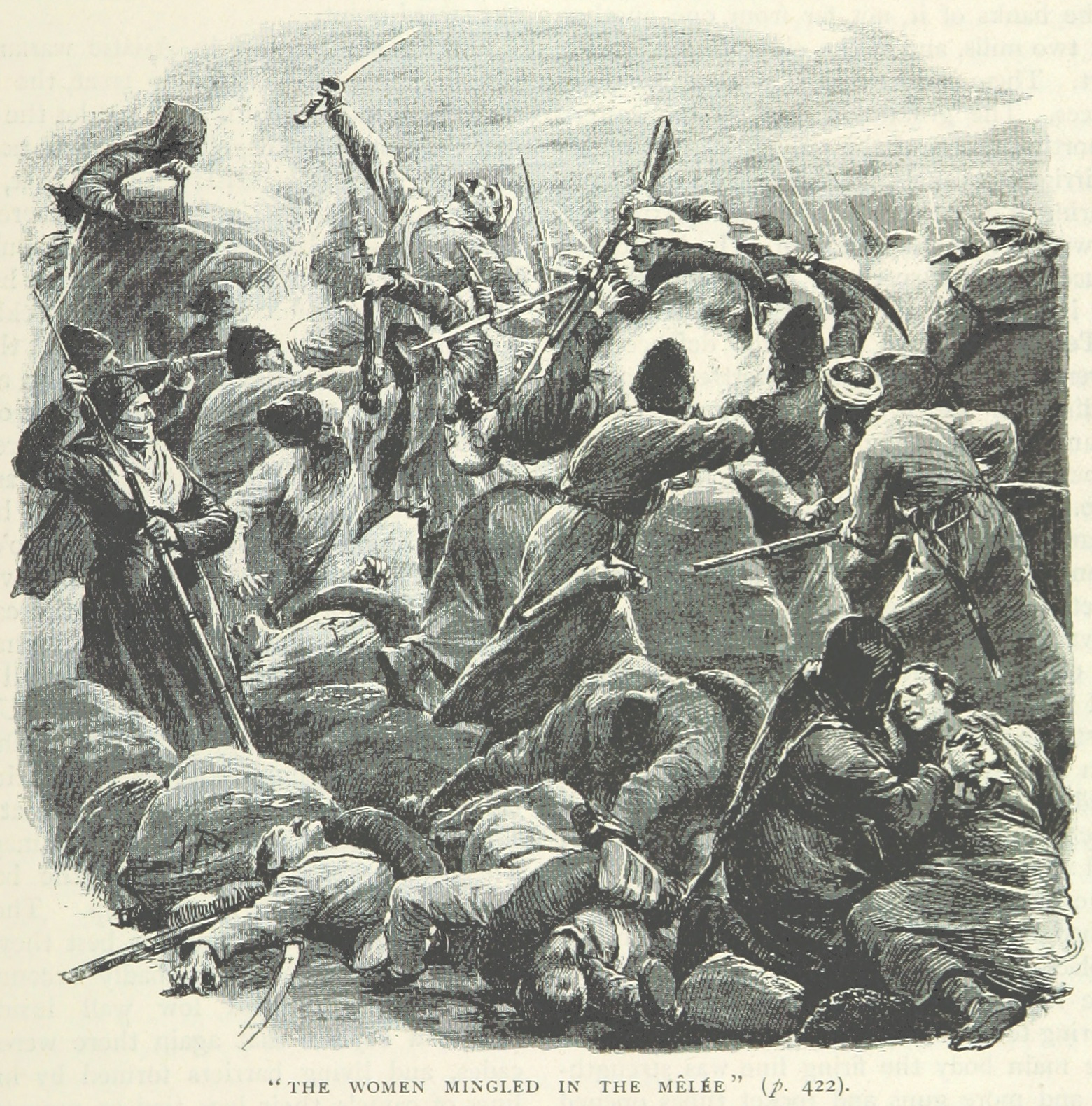
Die Schlacht von Goek Tepe (1879)

Alichanow wurde zuerst in Dagestan stationiert, ehe er im Jahr 1871 am Feldzug gegen das Khanat Chiwa teilnahm. Für seine Teilnahme am Russisch-Osmanischen Krieg in den Jahren 1877–78 erhielt er ein Verdienstkreuz. 1879 nahm Alichanow an der Schlacht um Gök-Tepe teil, 1884 am Feldzug gegen Merw. Im Jahr 1901 wurde er zum Generalmajor befördert und in den Kaukasus versetzt. Als in Baku im Sommer 1903 Unruhen und Streiks ausbrachen, wurde Alichanow damit beauftragt, diese niederzuschlagen, was ihm durch einen hohen Einsatz an Gewalt gelang.

## Revolution von 1905
Als 1905 im Russischen Reich die Revolution begann, verlor der Zar die Kontrolle über große Teile des Kaukasus. Um die Unruhen niederzuschlagen, wurde Alichanow die Leitung über die Truppen in Georgien übertragen. Am 18. Februar 1905 erlangten Alichanows Truppen die Kontrolle über Gurien und Imeretien zurück, und Alichanow übernahm die provisorische Regierungsgewalt in diesen Gebieten. Infolgedessen wurde er am 27. Februar 1905 zum Gouverneur von Kutaissi ernannt, wo er die Ordnung gewaltsam wiederherstellte.

## Tod
Alichanow wurde 1907 in Alexandropol durch ein Bombenattentat getötet.

## Werke
Alichanow verfasste verschiedene Bücher über den Kaukasus, in denen er teilweise auch Gamzat Bek und Imam Schamil heftig kritisierte. Auch über das Land Dagestan schrieb Alichanow ein Buch, das im Jahr 1873 erschien (In den Bergen von Dagestan: Reise, Eindrücke und Geschichte der Berge). Im selben Jahr veröffentlichte er ein weiteres Buch, das von seiner Wanderung nach Khiva handelt.